# Hệ quy chiếu
Trong cơ học, hệ quy chiếu là một hệ tọa độ, dựa vào đó vị trí của mọi điểm trên các vật thể và vị trí của các vật thể khác được xác định, đồng thời có một đồng hồ đo thời gian để xác định thời điểm của các sự kiện.
Cùng một sự kiện vật lý, khi ta thay đổi hệ quy chiếu thì vị trí và thời gian xảy ra sẽ khác nhau.

## Cơ học cổ điển
Khi thay đổi hệ quy chiếu thì việc ghi nhận thời gian và vị trí sẽ thay đổi. Tuy nhiên, chênh lệch thời gian giữa các sự kiện trong cơ học cổ điển là "bất biến", không phụ thuộc vào hệ quy chiếu. Thời gian trong cơ học cổ điển được gọi là thời gian tuyệt đối. Cũng vậy, khoảng cách giữa các điểm trong không gian của cơ học cổ điển không thay đổi với sự biến đổi hệ quy chiếu.
Việc thay đổi ghi nhận về vị trí trong cơ học cổ điển dẫn đến việc vận tốc, gia tốc, động lượng và các loại lực hay đại lượng vật lý phụ thuộc vào vận tốc hay vị trí mang "tính tương đối" dưới phép biến đổi hệ quy chiếu. Đặc biệt, tính tương đối của lực trước biến đổi hệ quy chiếu có thể giúp phân loại lực và hệ quy chiếu ra làm hai.

### Lực
Các lực mà vật thể chịu tác động có thể không phụ thuộc vào hệ quy chiếu (ví dụ như lực chỉ phụ thuộc vào khoảng cách, một đại lượng không thay đổi khi hệ quy chiếu thay đổi) hoặc có phụ thuộc vào hệ quy chiếu (ví dụ như lực từ, phụ thuộc vào vận tốc các hạt mang điện).
Có thể phân loại lực ra làm hai theo tính chất tương đối của chúng. Các lực mà không phụ thuộc vào biến đổi hệ quy chiếu, hoặc không bao giờ biến mất dưới phép biến đổi hệ quy chiếu đều có thể quy về các lực cơ bản. Các lực mà phụ thuộc biến đổi hệ quy chiếu và luôn tìm được hệ quy chiếu mà lực này biến mất gọi là lực quán tính.
Hệ quy chiếu trong cơ học cổ điển cũng được phân ra hai loại, hệ quy chiếu quán tính và hệ quy chiếu phi quán tính.
Hệ quy chiếu quán tính được định nghĩa là hệ quy chiếu trong đó không xuất hiện lực quán tính (Có một định nghĩa khác: Hệ quy chiếu quán tính là hệ quy chiếu mà trong đó chuyển động của hạt tự do (hạt không chịu tác động của lực nào) là chuyển động thẳng đều.). Điều này có nghĩa là mọi lực tác động lên các vật thể trong hệ quy chiếu này đều có thể quy về các lực cơ bản. Theo định luật thứ nhất của Newton khi không bao hàm lực quán tính, một vật trong hệ quy chiếu quán tính sẽ giữ nguyên trạng thái đứng yên hay chuyển động thẳng đều khi tổng các lực cơ bản tác dụng lên vật bằng không. Tương tự định luật thứ hai của Newton hay các định luật cơ học khác, khi chỉ bao hàm lực cơ bản, sẽ chỉ đúng trong hệ quy chiếu quán tính, nơi không có lực quán tính. Một định nghĩa khác, không dựa vào định nghĩa của lực quán tính, được Lev Landau đưa ra là:
Hệ quy chiếu quán tính là hệ quy chiếu mô tả không gian và thời gian một cách đồng nhất, đẳng hướng, và không phụ thuộc vào thời gian.
Hệ quy chiếu phi quán tính là hệ quy chiếu có xuất hiện lực quán tính. Trong cơ học cổ điển, chúng là các hệ quy chiếu chuyển động có gia tốc so với hệ quy chiếu quán tính. Trong hệ quy chiếu này dạng của các định luật cơ học cổ điển chỉ chứa các lực cơ bản có thể thay đổi so với trong các hệ quy chiếu quán tính, do có thêm lực quán tính. Các định luật cơ học bao gồm cả lực quán tính sẽ không cần thay đổi.
Trong cơ học cổ điển, một hệ quy chiếu chuyển động không có gia tốc (thẳng đều hoặc đứng yên) so với một hệ quy chiếu quán tính khác thì cũng sẽ là hệ quy chiếu quán tính. Nguyên lý Galileo phát biểu trong cơ học cổ điển coi mọi hiện tượng cơ học đều xảy ra như nhau trong các hệ quy chiếu quán tính. Sau này Albert Einstein mở rộng tính chất này và cho rằng tất cả các quá trình vật lý đều xảy ra như nhau trong hệ quy chiếu quán tính (lý thuyết tương đối hẹp) rồi rộng hơn nữa là mọi quá trình vật lý đều xảy ra như nhau trong mọi hệ quy chiếu (lý thuyết tương đối rộng).
Trong thực tế hầu như không có một hệ quy chiếu nào gắn với các vật thể là hệ quy chiếu quán tính hoàn toàn cả do mọi vật thể đều chuyển động có gia tốc so với nhau. Hệ quy chiếu gắn với Trái Đất cũng không phải là hệ quy chiếu quán tính thực sự. Ví dụ, trọng lượng biểu kiến của mọi vật trên Trái Đất cũng thay đổi do sự chuyển động quay của Trái Đất. Thông thường một vật ở xích đạo sẽ nhẹ hơn vật ở hai cực 0.35%, do lực ly tâm trong hệ quy chiếu quay của bề mặt Trái Đất tại xích đạo. Tuy nhiên, ta có thể xem là hệ quy chiếu này là gần quán tính nếu các lực quán tính là rất nhỏ so với các lực khác.

## Thuyết tương đối
Trong thuyết tương đối, việc thay đổi hệ quy chiếu làm chênh lệch thời gian giữa các sự kiện và khoảng cách giữa các điểm có thể thay đổi. Không gian và thời gian không bị tách rời nhau mà nhập thành một khái niệm duy nhất không-thời gian. Khái niệm "khoảng cách" được mở rộng cho không-thời gian để nó bất biến trước phép biến đổi hệ quy chiếu.

### Thuyết tương đối hẹp
Xem thêm tại Lý thuyết tương đối hẹp

### Thuyết tương đối rộng
Xem thêm tại Lý thuyết tương đối rộng